# Pavel Brycz
Pavel Brycz (* 28. července 1968 Roudnice nad Labem) je český spisovatel, držitel Státní ceny za literaturu z roku 2004. Mimo své knihy napsal také řadu rozhlasových her, textů k písním a scénář k filmu. Od roku 2005 také vyučuje na střední škole. Nejnovější publikací je sbírka novel Nomádská víra (2023).

## Životopis
Studoval dramaturgii na pražské DAMU. Živí se jako publicista i textař v reklamní agentuře. Je nejen prozaikem, ale i básníkem, textařem a autorem povídek pro děti. Spolupracuje s Českým rozhlasem, pro který napsal řadu povídek především pro děti. Je autorem dvou večerníčků: Dětský zvěřinec (2008) a Bílá paní na hlídání (2013)
Vyrůstal v severočeském Mostě, jehož atmosféra se otiskla do jeho povídkové prvotiny Hlava Upanišády a do knihy Jsem město, za kterou získal v roce 1999 Cenu Jiřího Ortena. U čtenářů i kritiky bodoval především románovou epopejí Patriarchátu dávno zašlá sláva (2003; Státní cena za literaturu, 2004). V roce 2007 byla jeho kniha Kouzelný svět Gabriely nominována na cenu Magnesia Litera v kategorii "kniha pro děti a mládež". Kniha Bílá paní na hlídání získala Zlatou stuhu za rok 2011. Je autorem také řady textů pro hudební skupinu Zdarr, ex-členů kapely Laura a její tygři. Jeho práce byly přeloženy do několika jazyků.

## Dílo
- Hlava Upanišády (1993)
- Láska na konci světa (1997)
- Jsem Město (1998). Most : Hněvín. Cena Jiřího Ortena 1999)
- Miloval jsem Teklu a jiné povídky (2000). Most : Hněvín. ISBN 80-902651-2-X
- Sloni mlčí (2002). Most : Hněvín. ISBN 80-902651-5-4
- Patriarchátu dávno zašlá sláva (2003) Most : Hněvín, Brno : Host. (Státní cena za literaturu, 2003) ISBN 80-7294-106-2
- Malá domů (2005). Brno : Host. ISBN 80-7294-190-9
- Kouzelný svět Gabriely (2006). Praha : Meander. ISBN 80-86283-47-X (nominovaná na cenu Magnesia Litera, 2007)
- Mé ztracené město (2008). Jihlava : Listen. ISBN 978-80-86526-33-1
- Dětský zvěřinec (2008). Praha : Albatros. ISBN 978-80-00-02102-7
- Svatý démon (2009). Brno : Host. ISBN 978-80-7294-296-1
- Bílá paní na hlídání (2010). Praha : Albatros. ISBN 978-80-00-02564-3 (Zlatá stuha v kategorii nejlepší beletrie pro děti a mládež 2010)
- Tátologie aneb rady pro začínající tatínky, kteří nechtějí brzy skončit (2011). Praha : Mladá fronta. ISBN 978-80-204-2320-7
- Co si vyprávějí andělé? Fantasy všedního dne (2011). Praha : Mladá fronta. ISBN 978-80-204-2311-5
- Tátologie 2 aneb nefňukejte a pochlapte se (2012). Praha: Mladá fronta
- Mé ztracené město - e-book (dvojkniha se Jsem město) (2013), Volary, Driftbooks. ISBN 978-80-87741-07-8
- Neberte nám Ptáka Loskutáka (2013) : Mladá fronta, Praha. ISBN 978-80-204-2808-0
- Muž bez ženy není člověk (2014) : Mladá fronta, Praha.
- Střídavá péče pro Kukačku (2016): Mladá fronta, Praha.
- Největší muž na světě (2017): Euromedia Group, a.s. - Knižní klub, Praha. ISBN 978-80-242-5908-6
- Přemysl Oráč se vrací domů aneb Staré pověsti české (2017): Muzeum města Ústí nad Labem. ISBN 978-80-7561-046-1
- Neboj se, vždyť máš česnek (2018): Pikola. ISBN 978-80-7549-866-3
- Jurassie (2019): Modrý slon. ISBN 978-80-7605-125-6
- Schovej se, kdo můžeš (2019): Pikola. ISBN 978-80-7617-391-0
- Kdo se bojí, nesmí do školy: Pikola. ISBN 978-80-7617-830-4
- Česnek útočí, se vším zatočí (2020): Pikola. ISBN 978-80-242-6524-7
- Planetea (2020): Modrý slon. ISBN 978-80-86750-64-4
- Šelmy se plíží tmou, nikoho nečapnou! (2020): Pikola. ISBN 978-80-242-7072-2
- Bílá paní na hlídání je zpět (2021): Česká televize. ISBN 978-80-7404-346-8
- Cirkus Svět (2022): Pikola. ISBN 978-80-242-8130-8
- Nomádská víra (2023): Dybbuk. ISBN 978-80-7690-073-8

### Povídkové soubory
- Nic není jako dřív (2007). Jihlava : Listen. ISBN 978-80-86526-29-4 (další autoři: Josef Moník, Jan Trefulka, Zdeněk Jizera Vonásek, Arif Salichov a Miloš Konáš)
- Co z tebe bude (2007). Jihlava : Listen. ISBN 978-80-86526-25-6 (další autoři: Ladislav Pecháček, Jaroslav Rudiš, Martin Šmaus, Iva Pekárková, Josef Moník a Michal Pohanka)
- Hemy a Marlen v Paříži (2008). Jihlava : Listen. ISBN 978-80-86526-32-4 (další autoři: Boris Dočekal, Edgar Dutka, Jiří Kratochvil, Petr Šabach a Miloš Urban)
- Šťastné a veselé ... 2 (2008). Jihlava : Listen. ISBN 978-80-86526-36-2 (další autoři: Halina Pawlovská, Petr Šabach, Irena Obermannová, Jaroslav Rudiš, Iva Dousková, Daniela Fischerová, Věra Nosková, Jan Balabán, Jiří Hájíček a Ivan Kraus)
- Tos přehnal, miláčku (2009). Jihlava : Listen. ISBN 978-80-86526-38-6 (další autoři: Michal Viewegh, Irena Obermannová, Věra Nosková, Jaroslav Rudiš, Ladislav Pecháček, Eva Hauserová, Markéta Mališová, Milan Šťastný a Zdeněk Jizera Vonásek)

Zastoupen také v antologiích Daylight in Nightclub Inferno (Catbirdpress, Noth Haven 1997) a Městopis (Praha, 2000).

## Rozhlasové hry
- 2011 Karla, Český rozhlas, režie Vlado Rusko, [4]